# Michael Leopold Enk von der Burg
Michael Leopold Enk von der Burg (* 29. Jänner 1788 in Wien; † 11. Juni 1843 in Melk) war ein österreichischer  Benediktinermönch, Schriftsteller und Literaturtheoretiker.

## Biografie
Der 1788 in Wien geborene Enk von der Burg lebte und wirkte als Benediktinerpater und Gymnasialprofessor am Stiftsgymnasium Melk (Niederösterreich). Zu seinem Freundeskreis zählten  Ernst Freiherr von Feuchtersleben, Adalbert Stifter, Franz Grillparzer, Eduard von Bauernfeld, Friedrich Halm und Nikolaus Lenau.
Als Literaturtheoretiker verfasste er die ästhetische Studie „Melpomene oder: Über das tragische Interesse“ (1827). Im Roman Dorats Tod (1833) philosophiert er über das Wesen der Zeit. Diese sei „ein dem Menschen von Gott zu seiner sittlichen Entwicklung gegebener Teil der Ewigkeit“.
Michael Leopold Enk von der Burg nahm sich 1843 in Melk das Leben.

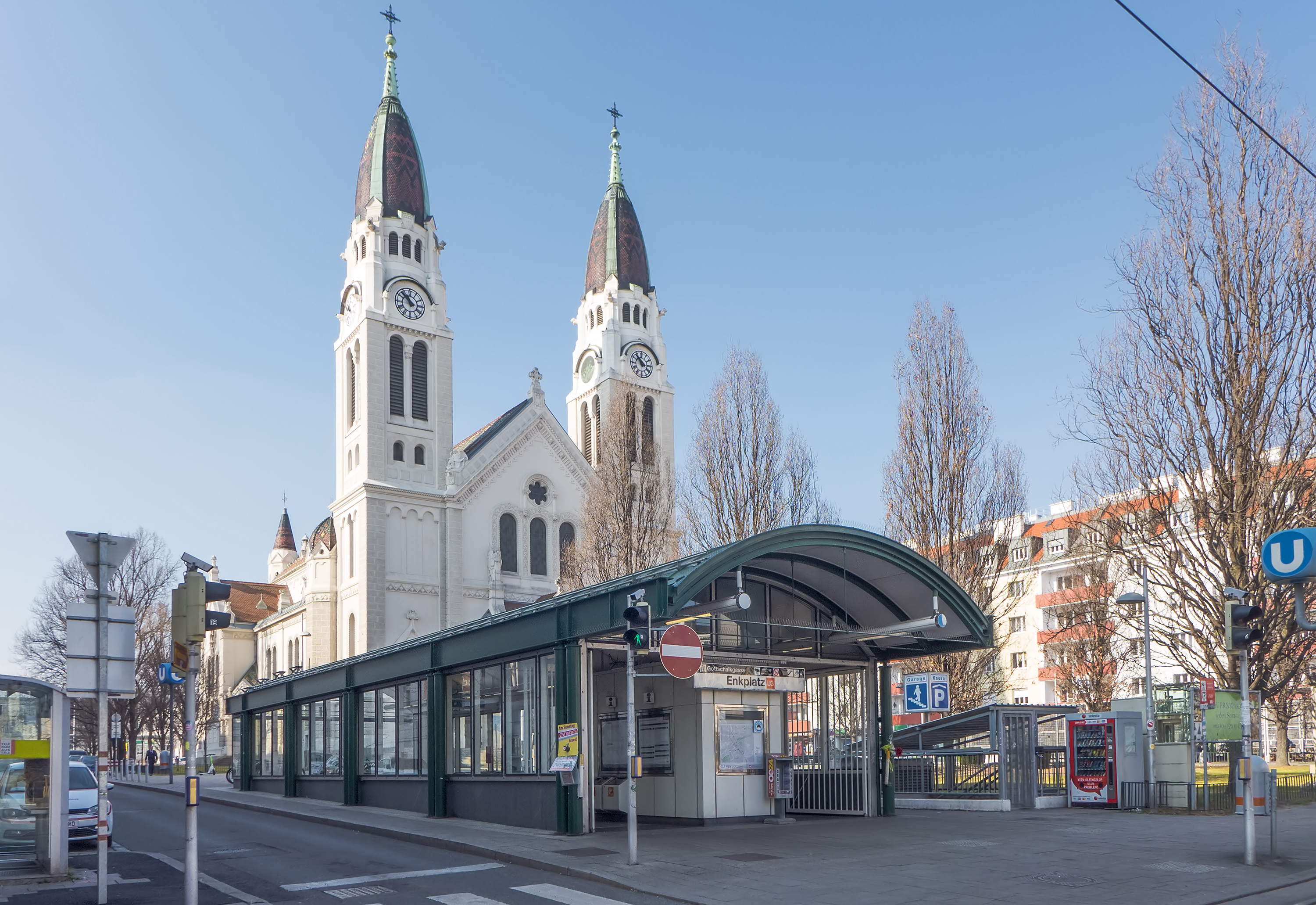
Enkplatz mit U-Bahn-Station und Pfarrkirche Neusimmering

Im Jahr 1894 wurde in Wien-Simmering (11. Bezirk) der Enkplatz und somit später die U-Bahn-Station Enkplatz nach ihm benannt.

## Werke
- Eudoxia oder: Die Quellen der Seelenruhe (1824)
- Das Bild der Nemesis (1825)
- Melpomene oder: Über das tragische Interesse (1827)
- Über den Umgang mit uns selbst (1829)
- Don Tiburzio, (Roman, 1831)
- Dorats Tod (Roman, 1833)
- Charaden-Almanach (1834)
- Briefe über Goethes Faust (1834)
- Studien über Lopa de Vega (1839)
- Über die Freundschaft (1840)